# Brachypalpus nipponicus
Brachypalpus nipponicus är en tvåvingeart som beskrevs av Tokuichi Shiraki 1952. Brachypalpus nipponicus ingår i släktet mulmblomflugor, och familjen blomflugor. Inga underarter finns listade i Catalogue of Life.